# Hypodryas fulvuniformis
Hypodryas fulvuniformis är en fjärilsart som beskrevs av Ruggero Verity 1950. Hypodryas fulvuniformis ingår i släktet Hypodryas och familjen praktfjärilar. Inga underarter finns listade i Catalogue of Life.